# Diputación foral

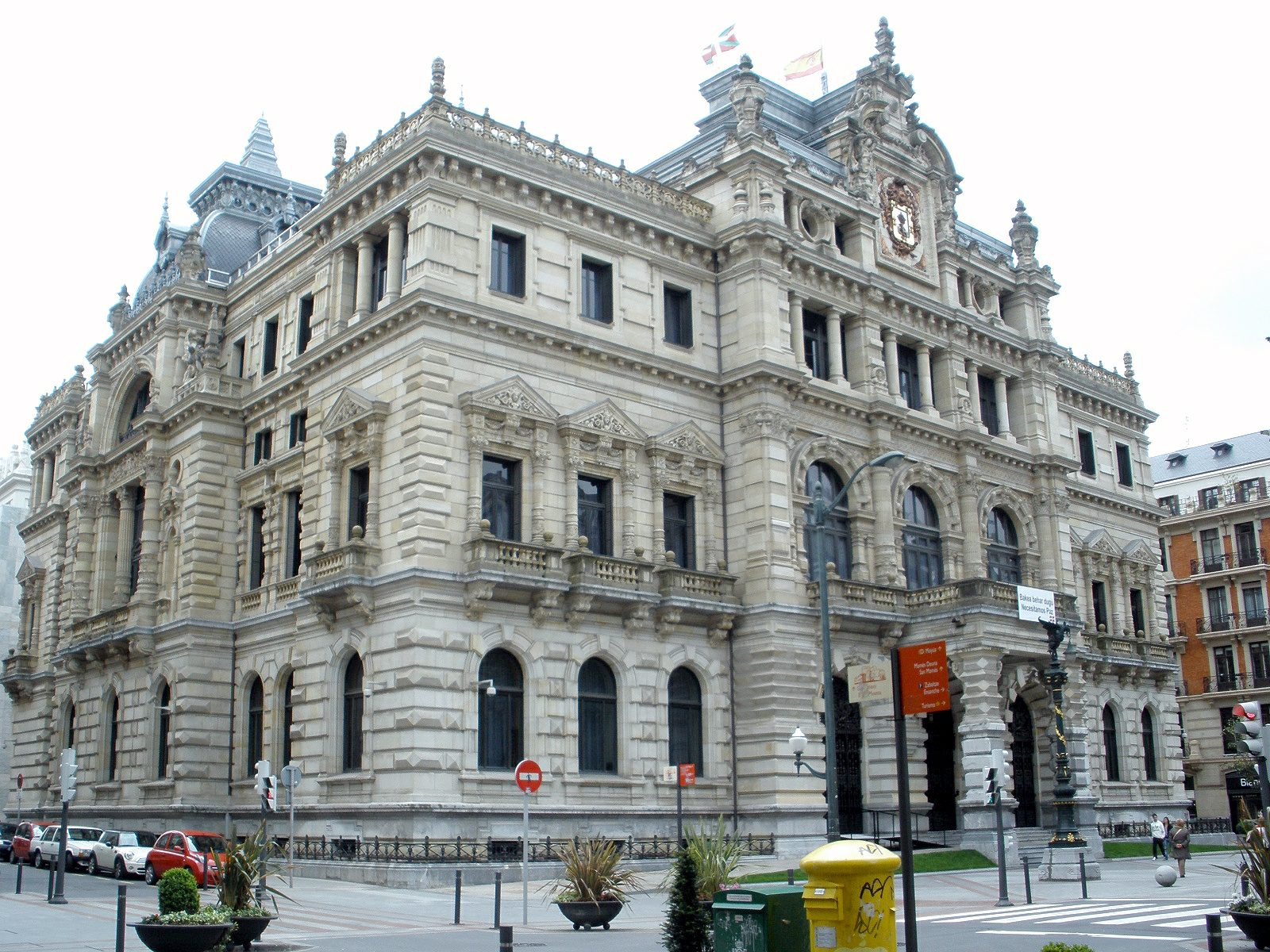
Palacio de la Diputación Foral de Vizcaya, en Bilbao.

En España, diputación foral es el nombre con el que se designa a las diputaciones provinciales con régimen foral, que poseen mayores competencias e instituciones políticas diferenciadas del resto de diputaciones. Las provincias con régimen foral son Álava, Guipúzcoa, Navarra y Vizcaya.
Su origen está en los regímenes forales o regímenes especiales de autonomía administrativa que conservaron después de la primera guerra carlista como excepción al sistema centralista propio del Estado liberal establecido desde 1836 en España.

## Diputaciones del País Vasco
A las tres diputaciones de la CAV (y anteriormente también a la Diputación de Navarra) se las conoce con el nombre de «diputaciones forales», ya que estos cuatro territorios aún conservan parte de sus fueros. La Diputación Foral es un órgano ejecutivo que depende de las juntas generales (el órgano legislativo). Las juntas generales son los parlamentos de cada territorio histórico cuyos miembros (procuradores en Álava, junteros en Guipúzcoa y apoderados en Vizcaya) se eligen por votación popular, que coincide con las elecciones municipales. 

### Diputado general
Al frente de la diputación foral de cada territorio está el diputado general, que es elegido por las juntas generales al principio de la legislatura. Este se encarga de formar el gobierno foral, que se compone de él, como jefe del ejecutivo, y de diversos diputados forales, como cabezas de cada departamento.

#### Diputados generales actuales
| Territorio histórico | Diputado general | Diputado general        | Partido | Partido | Investidura         | Número de departamentos | Partidos en el Gobierno |
| Álava                |                  | Ramiro González Vicente |         | EAJ-PNV | 30 de junio de 2015 | 8                       | PNV PSE-EE              |
| Guipúzcoa            |                  | Eider Mendoza           |         | EAJ-PNV | 30 de junio de 2023 | 8                       | PNV PSE-EE              |
| Vizcaya              |                  | Elixabete Etxanobe      |         | EAJ-PNV | 5 de julio de 2023  | 8                       | PNV PSE-EE              |

### Competencias
Las diputaciones forales gozan de alta autonomía y poder de acción a diferencia de las diputaciones provinciales, ya que entre sus competencias se encuentran la recaudación de impuestos a través de una hacienda propia, todas las infraestructuras de carreteras, o bienestar social, entre otras.

## Diputación de Navarra
La Diputación Foral de Navarra, que había sido la Diputación del Reino hasta 1839 en que pasó a ser una provincia, tras la reforma de Javier de Burgos de 1833, que se ratificó con la Ley Paccionada. A partir de 1982, recibe también el nombre de Gobierno de Navarra, al convertirse la anterior provincia foral en comunidad autónoma con un régimen particular bajo la denominación de Comunidad Foral de Navarra.